# Huellas de Dinosaurio de Ourém-Torres Novas
El Monumento Natural de las Huellas de Dinosaurio de Ourém - Torres Novas, más conocido como Huellas de la Sierra de Aire (a veces llamado también Monumento Natural de las Huellas de Dinosaurios de la Sierra de Aire), fue creado en 1996, por Decreto Reglamentario 12/96 de 22 de octubre. Como su nombre indica, se encuentra en Portugal, en la Sierra de Aire, cerca de Fátima, en los municipios de Ourém y Torres Novas, y forma parte integrante del parque natural de las Sierras de Aire y Candeeiros, ocupando una superficie de unas 20 hectáreas.

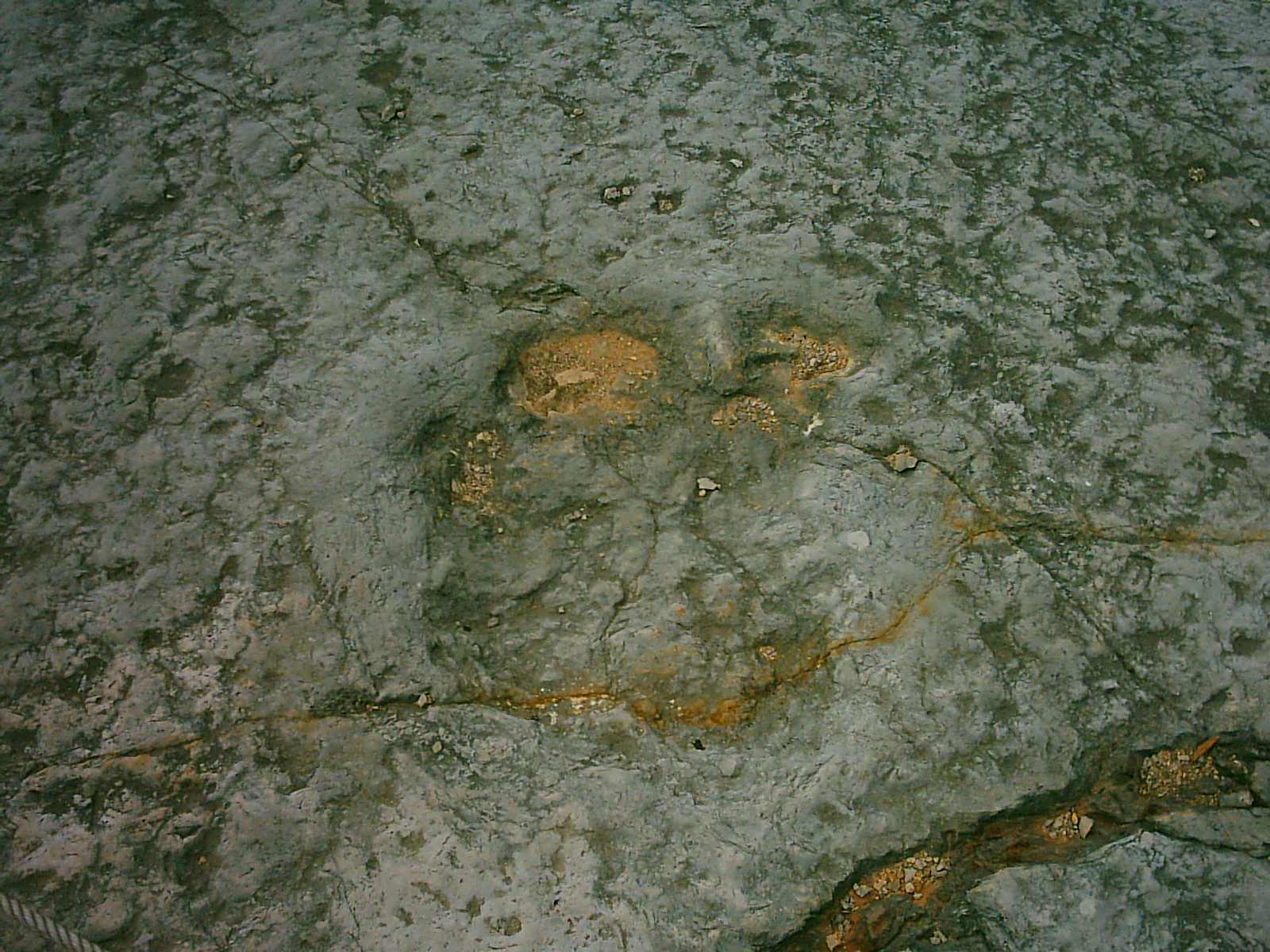
Huella de saurópodo
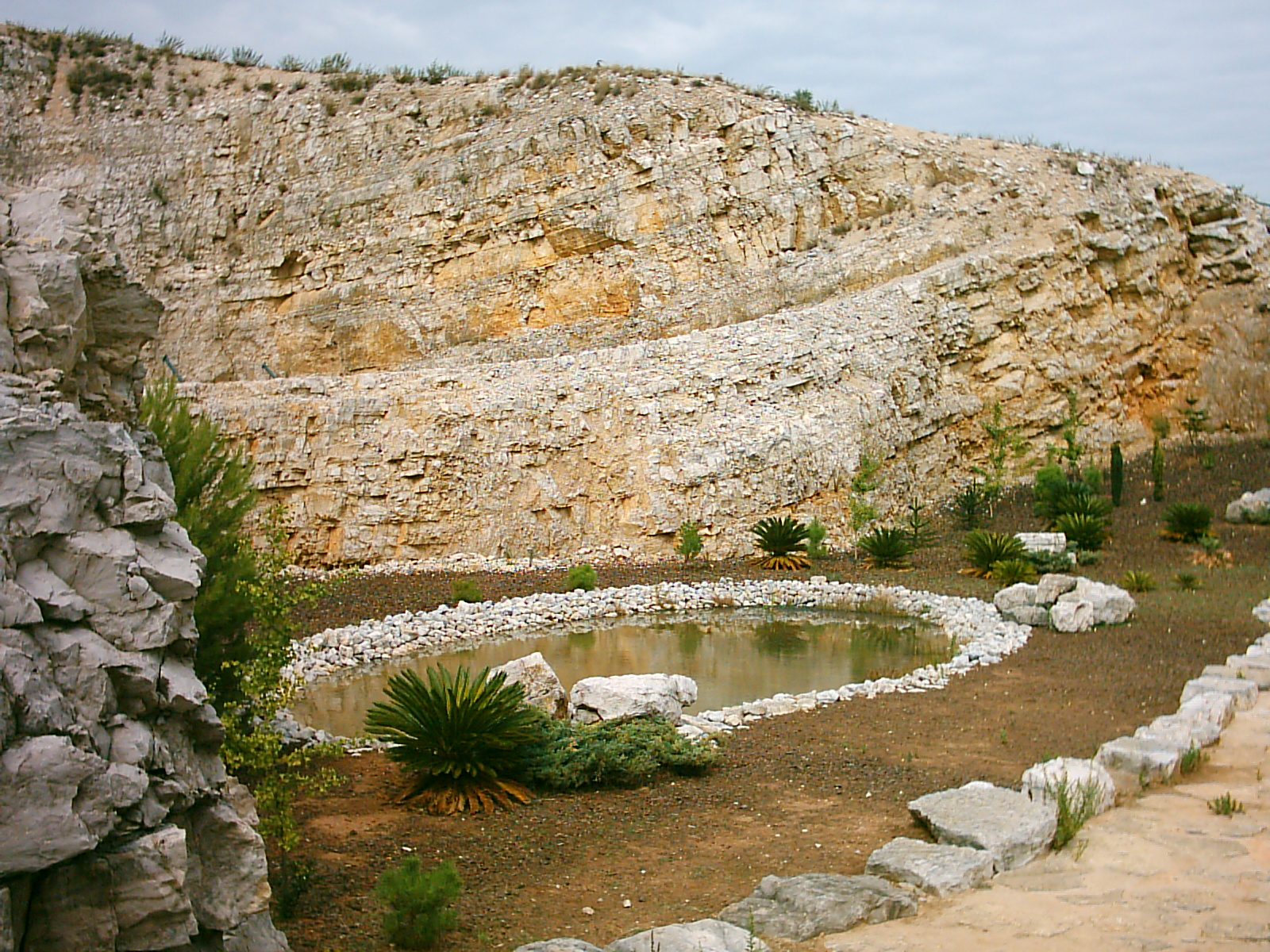
Jardín jurásico
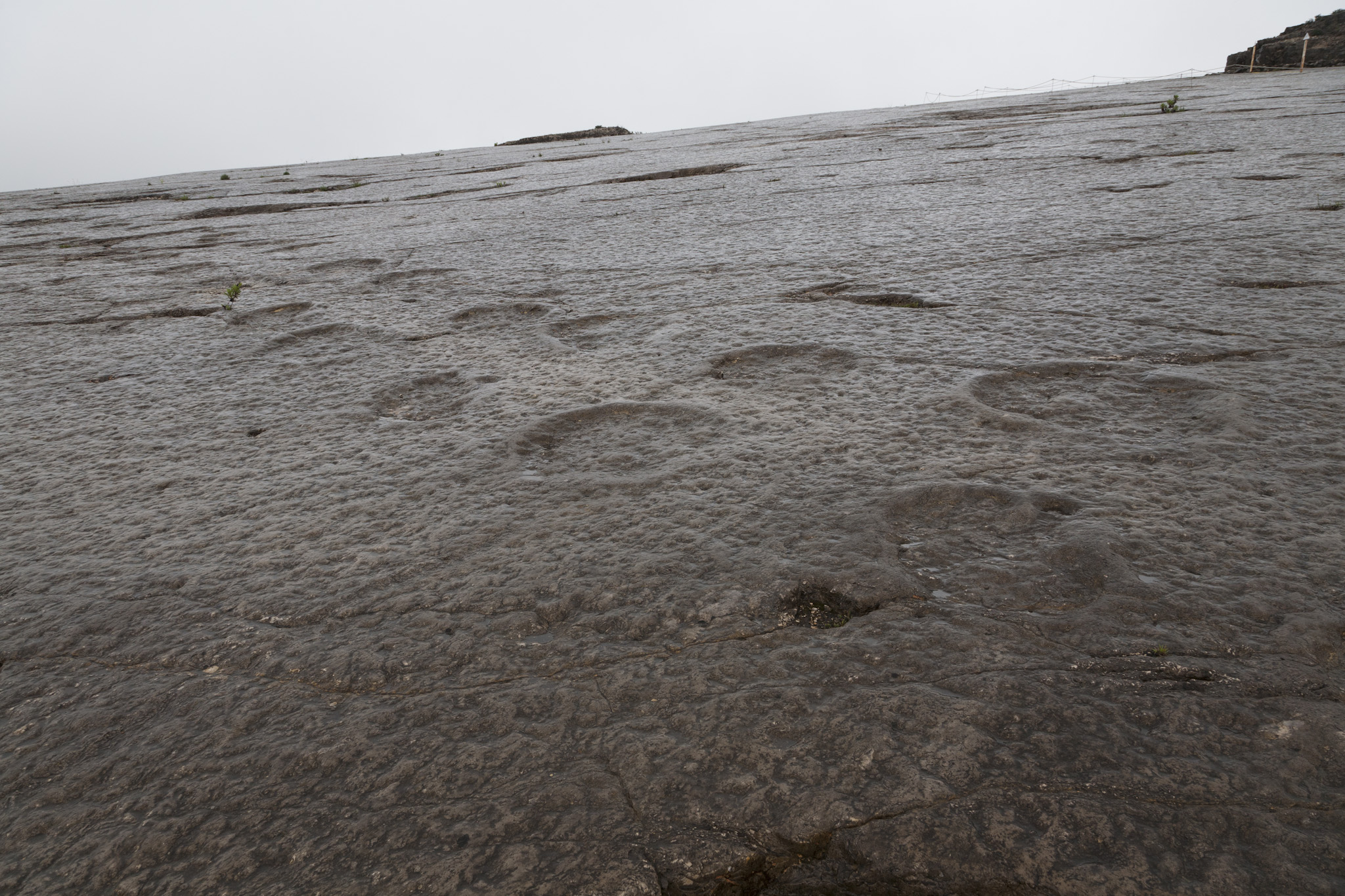
Camino de huellas
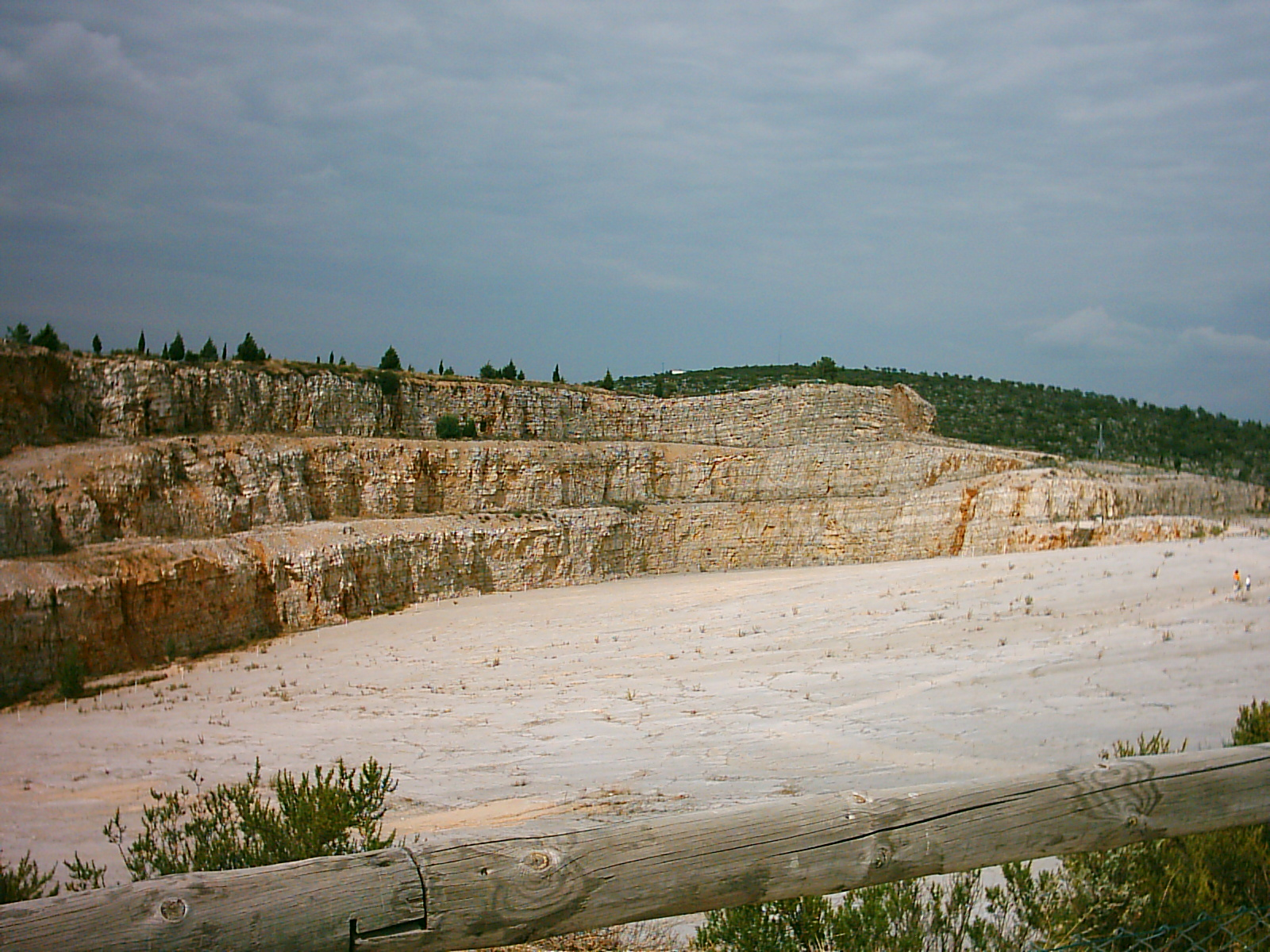
Cantera
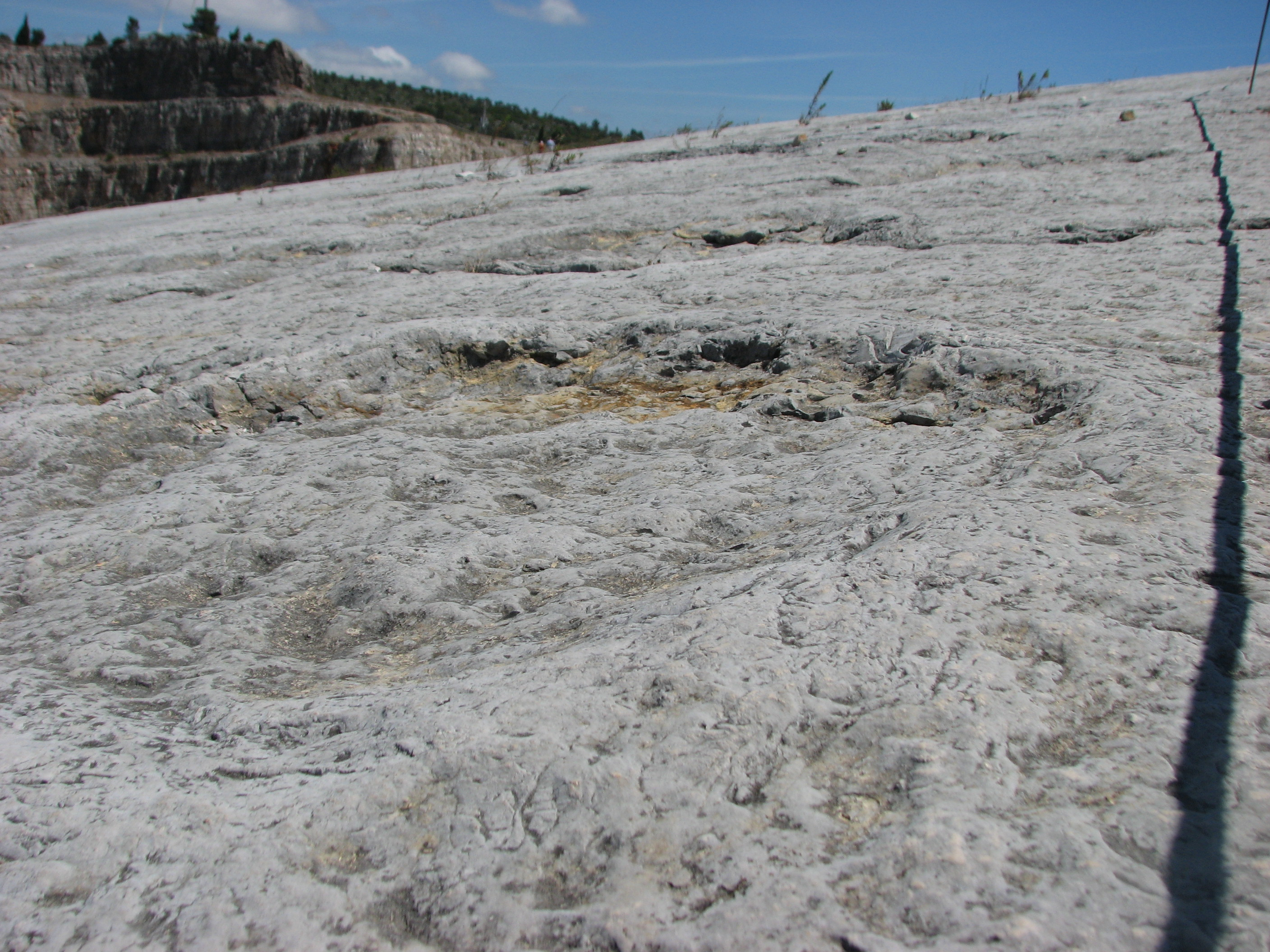
Huella gigante